# Wireless Local Loop
Wireless Local Loop (WLL, em português, literalmente: circuito local sem fio) é uma tecnologia de comunicação de dados e voz por ondas de rádio.
O WLL de banda estreita tem sido utilizado em substituição aos fios/cabos de cobre para conectar telefones e outros dispositivos de comunicação com a rede de telefonia comutada pública, ou PSTN (Public Switched Telephone Network). O WLL de banda larga é utilizado pela telefonia móvel.
.